# Stockåtjärnarna (Storsjö socken, Härjedalen, 695031-137577)
Stockåtjärnarna är en sjö i Bergs kommun i Härjedalen och ingår i Ljusnans huvudavrinningsområde.